# NGC 556
NGC 556 ist eine Elliptische Galaxie vom Hubble-Typ E/S0 im Sternbild Walfisch südlich der Ekliptik. Sie ist schätzungsweise 435 Millionen Lichtjahre von der Milchstraße entfernt und hat einen Durchmesser von etwa 50.000 Lichtjahren.
Im selben Himmelsareal befinden sich u. a. die Galaxien NGC 554, NGC 555, NGC 578.
Das Objekt wurde im Jahr 1886 von dem US-amerikanischen Astronomen Frank Muller entdeckt.